# (523759) 2014 WK509
(523759) 2014 WK509 est un objet transneptunien faisant partie des objets détachés et une planète naine potentielle, ayant un diamètre estimé à 545 km.